# Syndroom van Cornelia de Lange
Het syndroom van Cornelia de Lange, ook bekend als CDLS, is een aangeboren genetische afwijking. Het syndroom werd het eerst beschreven door de Nederlandse kinderarts Cornelia de Lange (1871-1950).
De aandoening heeft verschillende kenmerken, die niet tegelijk voor hoeven te komen. Veel voorkomende kenmerken zijn: onderontwikkelde hersenen en schedel (microcefalie), een ontwikkelingsstoornis van de kaak inclusief de kin (micrognathie), bossige, doorlopende wenkbrauwen, lange wimpers, lage haargrens, kleine neus, wijde neusvleugels, laag filtrum, dunne lippen, kleine gestalte, onderontwikkelde of afwezige ledematen (focomelie), hypertrofie van de spieren en bewegingsstoornissen. Een verstandelijke handicap is vrijwel altijd aanwezig, maar de mate van ernst varieert. Regelmatig voorkomende medische problemen zijn onder andere hartafwijkingen, reflux, en verdraaiing van maag en darmen.
Er is geen eenduidige oorzaak aan te wijzen die het syndroom veroorzaakt, in veel gevallen gaat het om een spontane genetische mutatie. Anno 2016 zijn er vijf genetische veranderingen bekend die aanleiding kunnen geven tot het syndroom. Dit zijn mutaties op de genen NIPBL, SMC1A, SMC3, HDAC8 en RAD21. Bij ongeveer 65% van de patiënten waarbij de klinische diagnose CDLS werd gesteld, is een mutatie in een van deze vijf genen aangetroffen. Het grootste deel betreft heterozygote mutaties in het NIPBL-gen. Dit is de klassieke en veelal ernstigere variant van CDLS.